# Komócsin Mihály
Komócsin Mihály (Szeged, 1925. szeptember 2. – Szeged, 2016. december 15.) magyar kommunista politikus, a Rákosi- és Kádár-rendszer egyik befolyásos alakja.

## Családja
Apja idősebb Komócsin Mihály (1895–1978) építőipari munkás, szakszervezeti vezető volt. Bátyja Komócsin Zoltán (1923–1974) kommunista politikus, újságíró, országgyűlési képviselő volt.

## Élete
Hét elemit, majd négy polgári osztályt végzett. Mezőgazdasági munkásként, később építőipari segédmunkásként, kubikosok mellett dolgozott, 1942 és 1944 között a szegedi Bruchner testvérek vas- és műszaki nagykereskedésének raktári munkása, a műszaki áruk szakeladója volt.
1940-től szakszervezeti tag volt, 1942-ben belépett a Szociáldemokrata Pártba, majd 1943-ban az illegális KMP tagja lett.
1945. szeptembertől 1946 végéig a nagy-szegedi pártbizottság szakszervezeti felelőse volt, majd 1947 és 1949-ben titkárhelyettesként tevékenykedett. Az MDP Nagy-Szegedi Bizottságának titkára 1949. január és 1950 között. 1950 júniusában Budapestre helyezték és az MDP KV Agitációs és Propaganda Osztály helyettes vezetője lett. Az MDP budapesti XII. kerületi titkára volt 1951 májusától 1954 márciusáig. Ezt követően az MDP Heves megyei Bizottságának első titkáraként dolgozott 1956 októberéig.
1956 novemberétől Szegeden az MSZMP pártszervezője volt. 1957 és 1962 között az MSZMP Szegedi Végrehajtó Bizottságának első titkára volt. 1965 augusztustól 1971 májusig az MSZMP Csongrád Megyei Bizottságának gazdaságpolitikai titkára volt. 1971. május 21-től 1974. április 12-ig a Csongrád Megyei Tanács elnöke volt. 1974. március 21. és 1985. március 9. között az MSZMP Csongrád Megyei Bizottságának első titkára volt. Ezt követően nyugdíjba vonult.
A Magyar Függetlenségi Népfront Csongrád-Csanád választókerületében, 1949. május 15-étől illetve 1975. június 15. és 1980. március 16. között Csongrád megye 4. számú egyéni választókerületében országgyűlési képviselő volt. 1980. március 27. és 1985. március 28. között az MSZMP Központi Bizottságának tagja volt.
1962-ben a Szegedi Tudományegyetem Állam- és Jogtudományi Karán állam- és jogtudományi doktori oklevelet szerzett, az SZKP KB mellett működő pártfőiskolán 1965-ben végzett.
A JATE ÁJTK egyetemi adjunktusa volt 1971-től, az ELTE-n, a JATE-n és különböző pártiskolákon a marxizmus-leninizmus, ill. a politikai gazdaságtan előadója volt.
2017. január 14-én teljes titoktartás mellett temették el a szegedi Belvárosi temetőben.